# Kömpöc
Kömpöc là một thị trấn thuộc hạt Bács-Kiskun, Hungary. Thị trấn này có diện tích 29,98 km², dân số năm 2010 là 733 người, mật độ 24 người/km².